# 예멘의 역사
이 문서는 예멘의 역사를 기술한다.
예멘은 근동에서 가장 오래된 문명의 중심지 중 하나다. 비교적 비옥한 토지와 습한 기후에서 적절한 강우량은 안정적인 인구를 유지하는 데 도움이 되었으며, 이러한 특징은 예멘을 "비옥한 아라비아" 또는 "행복한 아라비아"를 의미하는 Eudaimon Arabia로 묘사한 고대 그리스 지리학자 프톨레마이오스에 의해 인식되었다. 남부 아라비아 문자는 늦어도 기원전 12세기에서 기원후 6세기 사이에 개발되었으며, 이 당시 예멘은 수익성 있는 향신료 무역을 장악한 6개 문명인 마인, 카타반, 하드라마우트, 아우산, 사바, 히미야르에 차례로 지배당했다. 기원후 630년 이슬람이 도래하면서 예멘은 더 넓은 무슬림 세계의 일부가 되었고, 그대로 남아 있다.